# Kanton Villenave-d'Ornon
Kanton Villenave-d'Ornon (fr. Canton de Villenave-d'Ornon) je francouzský kanton v departementu Gironde v regionu Akvitánie. Tvoří ho pouze jediná obec Villenave-d'Ornon.